# K League 1992
Die Korea Professional League 1992 war die zehnte Spielzeit der höchsten südkoreanischen Fußballliga. Die Liga bestand aus sechs Vereinen. Sie spielten jeweils sechsmal gegeneinander.

## Teilnehmende Mannschaften
folgende Mannschaften nahmen an der Korea Professional Football League 1992 teil:
| Verein           | Ort    | Gründungsjahr | Heimspielstätte        | Vorjahresplatzierung |
| ---------------- | ------ | ------------- | ---------------------- | -------------------- |
| Yukong Elephants | Seoul  | 1982          | Dongdaemun-Stadion     | 4. Platz             |
| LG Cheetahs      | Seoul  | 1983          | Dongdaemun-Stadion     | 6. Platz             |
| Ihlwa Chunma     | Seoul  | 1989          | Dongdaemun-Stadion     | 5. Platz             |
| POSCO Atoms      | Pohang | 1973          | Steel-Yard-Stadion     | 3. Platz             |
| Daewoo Royals    | Busan  | 1979          | Busan-Gudeok-Stadion   | Meister              |
| Hyundai Horang-i | Ulsan  | 1983          | Ulsan-Gongseol-Stadion | Vizemeister          |

## Abschlusstabelle
| Pl. | Verein            | Sp. | S  | U  | N  | Tore    | Diff. | Punkte |
| --- | ----------------- | --- | -- | -- | -- | ------- | ----- | ------ |
| 1.  | POSCO Atoms       | 30  | 13 | 9  | 8  | 032:280 | +4    | 35:25  |
| 2.  | Ihlwa Chunma      | 30  | 10 | 14 | 6  | 027:210 | +6    | 34:26  |
| 3.  | Hyundai Horang-i  | 30  | 13 | 6  | 11 | 038:310 | +7    | 32:28  |
| 4.  | LG Cheetahs       | 30  | 8  | 13 | 9  | 030:350 | −5    | 29:31  |
| 5.  | Daewoo Royals (M) | 30  | 7  | 14 | 9  | 026:330 | −7    | 28:32  |
| 6.  | Yukong Elephants  | 30  | 7  | 8  | 15 | 033:380 | −5    | 22:38  |

| (M) | Amtierender Meister: Daewoo Royals |